# فیات پونتو
فیات پونتو (Fiat Punto) خودرویی است که از سال ۱۹۹۳ تا کنون تولید می‌شود. این خودرو در کشورهای مختلف از جمله هند تولید گشته و یکی از مدلهای پرفروش کارخانهٔ خودروسازی فیات می‌باشد. تا به امروز چندین بار این مدل، طراحی بروز شده و یکی از محبوب‌ترین مدلهای آن مدل سال ۱۹۹۹ بوده‌است.

## ایمنی
فیات پونتو در سال ۲۰۱۷ توسط مؤسسه یورو ان‌سی‌ای‌پی مورد تست تصادف قرار گرفت و توانست ۰ ستاره از ۵ ستاره ایمنی در تصادفات را کسب کند که شامل ۵۱٪ ایمنی برای سرنشینان، ۴۳٪ ایمنی کودکان، ۵۲٪ عابرین پیاده و ۰۹٪ در بخش ایمنی خودرو قبل از تصادف می‌شود.
| نتایج تست سال ۲۰۱۷                          |     |
| امتیاز مجموع کسب شده از مؤسسه یورو ان‌سی‌ای‌پی |     |
| حفاظت از سرنشینان                           | ۵۱٪ |
| ایمنی کودک                                  | ۴۳٪ |
| حفاظت از عابر پیاده                         | ۵۲٪ |
| ایمنی فعال                                  | ۰۹٪ |